# Kathrin Hölzl
Kathrin Hölzl (* 18. Juli 1984 in Berchtesgaden) ist eine ehemalige deutsche Skirennläuferin. Sie fuhr hauptsächlich in den Disziplinen Riesenslalom und Slalom. Ihren größten Erfolg erzielte sie 2009 mit dem Weltmeistertitel im Riesenslalom. Außerdem entschied sie in der Saison 2009/10 die Riesenslalom-Disziplinenwertung für sich. Sie gehörte dem A-Kader des Deutschen Skiverbandes an und war seit 2004 Mitglied im Zoll-Ski-Team der Bundeszollverwaltung.

## Biografie
Erstmals auf Skiern stand Hölzl im Alter von drei Jahren, mit fünf Jahren bestritt sie ihr erstes Rennen. Ab Dezember 1999 kam sie in FIS-Rennen zum Einsatz, ab Januar 2001 im Europacup. Bei den Juniorenweltmeisterschaften 2001 in Verbier erreichte sie im Super-G den sechsten Platz. Am 15. Dezember 2001 kam sie erstmals im Skiweltcup zum Einsatz und fuhr im Super-G von Val-d’Isère auf Platz 41.
Hölzl konnte sich in den drei darauf folgenden Wintern nicht im Weltcup etablieren, weshalb sie hauptsächlich bei Europacup-Rennen an startete. Die erste Podestplatzierung auf dieser Stufe gelang ihr im Dezember 2002, der erste Sieg im Dezember 2005. Mit einem weiteren Sieg im Februar 2006 sicherte sie sich den zweiten Platz in der Riesenslalom-Disziplinenwertung des Europacups. Ihre ersten Weltcuppunkte gewann Hölzl am 21. Dezember 2005 in Spindlermühle, wo sie den Riesenslalom auf Platz 24 beendete. Nachdem sie am 25. November 2006 in Aspen erstmals unter die besten zehn gefahren war, gelang ihr am 18. März 2007 beim Weltcupfinale in Lenzerheide mit Platz 2 im Riesenslalom die erste Podestplatzierung. Bei den Weltmeisterschaften 2007 in Åre fuhr sie im Riesenslalom auf Platz sechs.
Zwar stand Hölzl in der Saison 2007/08 nie auf dem Podest, doch es gelangen ihr regelmäßig Top-10-Platzierungen. Die Saison 2008/09 begann zunächst etwas verhalten, doch erreichte sie im Januar mit einem dritten Platz in Maribor wieder das Niveau des Vorwinters. Bei den Weltmeisterschaften 2009 in Val-d’Isère feierte Hölzl mit dem Sieg im Riesenslalom den größten Erfolg ihrer Karriere. Sie war die erste deutsche Weltmeisterin in dieser Disziplin nach 31 Jahren (Maria Epple 1978). Dieser Erfolg bedeutete auch die 100. deutsche Einzelmedaille in der Geschichte Alpiner Skiweltmeisterschaften.
Am 28. November 2009 gelang Hölzl im Riesenslalom von Aspen der erste Sieg in einem Weltcuprennen. Einen Monat später gelang ihr in Lienz der zweite Weltcuperfolg (in derselben Disziplin). Sie konnte sich durch ihre guten Ergebnisse im Weltcup für die Olympischen Winterspiele 2010 in Vancouver qualifizieren, bei denen sie am 25. Februar 2010 im Riesenslalom Platz 6 erreichte. Beim Weltcupfinale in Garmisch-Partenkirchen sicherte sie sich mit einem zweiten Platz den Sieg in der Riesenslalom-Disziplinenwertung der Saison 2009/10.
Zu Beginn der Saison 2010/11 gelangen Hölzl drei weitere Podestplätze. Aufgrund chronischer Rückenschmerzen, an denen sie seit Saisonbeginn litt, legte sie im Januar 2011 eine mehrwöchige Pause ein. Sie trat zwar zum Riesenslalom bei den Skiweltmeisterschaften 2011 in Garmisch-Partenkirchen an, verzichtete aber auf den zweiten Durchgang und erklärte das vorzeitige Ende der Saison. Am 28. Dezember 2011 gab sie im Riesenslalom von Lienz ihr Comeback, fiel jedoch im zweiten Durchgang aus. Anschließend konnte sie in der Saison 2011/12 keine weiteren Rennen mehr bestreiten. Auch im darauf folgenden Winter kam sie aufgrund ihrer Rückenprobleme nicht zum Einsatz, sodass sie im Oktober 2013 ihre sportliche Laufbahn beendete.

## Erfolge

### Olympische Winterspiele
- Vancouver 2010: 6. Riesenslalom

### Weltmeisterschaften
- Åre 2007: 6. Riesenslalom
- Val-d’Isère 2009: 1. Riesenslalom, 18. Slalom

### Juniorenweltmeisterschaften
- Verbier 2001: 6. Super-G, 29. Slalom
- Maribor 2004: 10. Slalom, 34. Riesenslalom

### Weltcupwertungen
Kathrin Hölzl gewann einmal die Disziplinenwertung im Riesenslalom.
| Saison  | Gesamt | Gesamt | Riesenslalom | Riesenslalom | Slalom | Slalom | Kombination | Kombination |
| Saison  | Platz  | Punkte | Platz        | Punkte       | Platz  | Punkte | Platz       | Punkte      |
| ------- | ------ | ------ | ------------ | ------------ | ------ | ------ | ----------- | ----------- |
| 2005/06 | 70.    | 59     | 26.          | 49           | 44.    | 10     | –           | –           |
| 2006/07 | 29.    | 270    | 5.           | 228          | 34.    | 40     | 47.         | 2           |
| 2007/08 | 24.    | 349    | 8.           | 236          | 17.    | 113    | –           | –           |
| 2008/09 | 25.    | 291    | 12.          | 174          | 17.    | 117    | –           | –           |
| 2009/10 | 8.     | 527    | 1.           | 471          | 27.    | 54     | 43.         | 2           |
| 2010/11 | 25.    | 260    | 7.           | 200          | 29.    | 60     | –           | –           |

### Weltcupsiege
Hölzl errang 9 Podestplätze, davon 2 Siege:
| Datum             | Ort   | Land       | Disziplin    |
| ----------------- | ----- | ---------- | ------------ |
| 28. November 2009 | Aspen | USA        | Riesenslalom |
| 28. Dezember 2009 | Lienz | Österreich | Riesenslalom |

### Europacup
- Saison 2005/06: 2. Riesenslalomwertung
- 10 Podestplätze, davon 2 Siege:

| Datum             | Ort       | Land    | Disziplin    |
| ----------------- | --------- | ------- | ------------ |
| 14. Dezember 2005 | Alleghe   | Italien | Riesenslalom |
| 11. Februar 2006  | Roccaraso | Italien | Riesenslalom |

### Weitere Erfolge
- Deutsche Meisterin im Riesenslalom 2009
- 7 Siege bei FIS-Rennen (4 × Riesenslalom, 2 × Slalom, 1 × Super-G)